# 王家咀遗址
王家咀遗址，位于中国甘肃省渭源县，为一个省级文物保护单位，类型为古遗址。
王家咀遗址的历史年代为新石器时代至青铜时代。